# Coppa europea di calcio CONIFA 2019
La Coppa europea di calcio CONIFA 2019 è la 3ª edizione dell'omonimo torneo organizzato dalla CONIFA.
La fase finale è stata disputata in Azerbaigian, in una regione auto-proclamatasi come Repubblica dell'Artsakh, dall'1 al 9 giugno 2019, ed ha visto la vittoria della selezione dell'Ossezia del Sud.

## Marketing

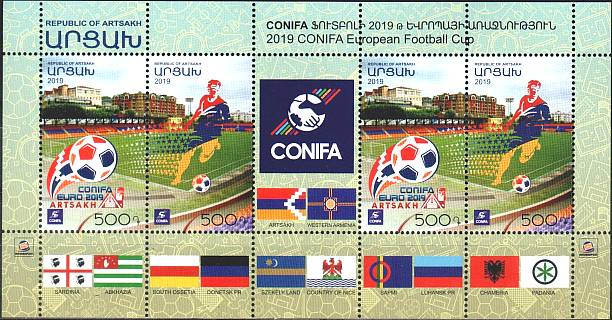
Francobolli creati in occasione della competizione.

### Cerimonia di apertura
La cerimonia di apertura si è svolta sabato 1 giugno 2019, allo Stadio Repubblicano di Step'anakert alla presenza delle più alte cariche ufficiali dell'Artsakh e ha visto la partecipazione diversi cantanti e gruppi locali e internazionali come i Voices of Artsakh, Manolo & The Gypsy Gitanes, Sirusho e Misha Grigoryan.

### Canzone ufficiale
La canzone ufficiale, Lokh Lava, è stata pubblicata il 9 maggio 2019. Essa è frutto di una collaborazione tra CONIFA e i Voices of Artsakh.

## Squadre qualificate
Al torneo erano inizialmente iscritte dodici squadre, con riserva la Cornovaglia, e il 18 gennaio 2019 vennero effettuati i sorteggi dei quattro gironi da tre squadre.. Tuttavia, a maggio, prima la Sardegna, poi successivamente le selezioni di Contea di Nizza, RP di Doneck e RP di Lugansk hanno rinunciato alla partecipazione per problemi logistici e organizzativi. La CONIFA Europe ha pertanto invitato la Terra dei Siculi e il 22 maggio 2019 ha rimodulato la competizione in due gironi da quattro.
| Squadra             | Partecipazioni precedenti | Ultima presenza     |
| ------------------- | ------------------------- | ------------------- |
| Abcasia             | 1 (2017)                  | Cipro del Nord 2017 |
| Armenia occidentale | nessuna                   | esordiente          |
| Artsakh             | nessuna                   | esordiente          |
| Ciamuria            | nessuna                   | esordiente          |
| Lapponia            | nessuna                   | esordiente          |
| Ossezia del Sud     | 1 (2017)                  | Cipro del Nord 2017 |
| Padania             | 2 (2015, 2017)            | Cipro del Nord 2017 |
| Terra dei Siculi    | 2 (2015, 2017)            | Cipro del Nord 2017 |

## Città e stadi
Inizialmente era previsto che il torneo si giocasse negli stadi di Step'anakert, Martakert e Askeran. Nonostante la riduzione del numero di partecipanti, è stato aggiunta anche la città di Martuni. Tutti gli impianti sono stati oggetto di lavori di riqualificazione nel corso del 2019.
| [[File:\|300px\|Mappa di localizzazione: Nagorno Karabakh\|link=]]Step'anakert Askeran Martakert Martuni | Step'anakert        | Askeran           | Martakert              | Martuni        |
| [[File:\|300px\|Mappa di localizzazione: Nagorno Karabakh\|link=]]Step'anakert Askeran Martakert Martuni | Stadio Repubblicano | Stadio di Askeran | Stadio Vigen Shirinyan | Avakyan arena  |
| [[File:\|300px\|Mappa di localizzazione: Nagorno Karabakh\|link=]]Step'anakert Askeran Martakert Martuni | Capacità: 12.000    | Capacità: 300     | Capacità: 1.000        | capacità: 1080 |
| |                     |                   |                        |                |

## Fase a gironi

### Gruppo A
| Pos | Squadra  | G | V | N | P | GF | GS | DG | Pt | Risultato                             |
| --- | -------- | - | - | - | - | -- | -- | -- | -- | ------------------------------------- |
| 1   | Abcasia  | 3 | 2 | 1 | 0 | 5  | 2  | +3 | 7  | Qualificate alla fase successiva      |
| 2   | Ciamuria | 3 | 2 | 0 | 1 | 9  | 4  | +5 | 6  | Qualificate alla fase successiva      |
| 3   | Artsakh  | 3 | 1 | 1 | 1 | 5  | 7  | −2 | 4  | Qualificata al torneo per il 5º posto |
| 4   | Lapponia | 3 | 0 | 0 | 3 | 2  | 8  | −6 | 0  | Qualificata al torneo per il 5º posto |

|  | Abcasia | 3 – 1 | Ciamuria |  |

|  | Artsakh | 3 – 2 | Lapponia |  |

|  | Ciamuria | 4 – 1 | Artsakh |  |

|  | Lapponia | 0 – 1 | Abcasia |  |

|  | Ciamuria | 4 – 0 | Lapponia |  |

|  | Artsakh | 1 – 1 | Abcasia |  |

### Gruppo B
| Pos | Squadra             | G | V | N | P | GF | GS | DG | Pt | Risultato                             |
| --- | ------------------- | - | - | - | - | -- | -- | -- | -- | ------------------------------------- |
| 1   | Ossezia del Sud     | 3 | 2 | 1 | 0 | 6  | 4  | +2 | 7  | Qualificate alla fase successiva      |
| 2   | Armenia occidentale | 3 | 1 | 1 | 1 | 7  | 3  | +4 | 4  | Qualificate alla fase successiva      |
| 3   | Padania             | 3 | 1 | 1 | 1 | 6  | 3  | +3 | 4  | Qualificata al torneo per il 5º posto |
| 4   | Terra dei Siculi    | 3 | 0 | 1 | 2 | 2  | 11 | −9 | 1  | Qualificata al torneo per il 5º posto |

|  | Padania | 4 – 0 | Terra dei Siculi |  |

|  | Armenia occidentale | 1 – 2 | Ossezia del Sud |  |

|  | Terra dei Siculi | 0 – 5 | Armenia occidentale |  |

|  | Ossezia del Sud | 2 – 1 | Padania |  |

|  | Ossezia del Sud | 2 – 2 | Terra dei Siculi |  |

|  | Padania | 1 – 1 | Armenia occidentale |  |

## Fase a eliminazione diretta
|  | Semifinali                | Semifinali                | Semifinali      |                 |                     | Finale              | Finale          | Finale          |  |
|  |                           |                           |                 |                 |                     |                     |                 |                 |  |
|  | Abcasia                   | Abcasia                   | 1 (0)           |                 |                     |                     |                 |                 |  |
|  | Abcasia                   | Abcasia                   | 1 (0)           |                 |                     |                     |                 |                 |  |
|  | Armenia occidentale (dtr) | Armenia occidentale (dtr) | 1 (3)           |                 |                     |                     |                 |                 |  |
|  | Armenia occidentale (dtr) | Armenia occidentale (dtr) | 1 (3)           |                 | Armenia occidentale | Armenia occidentale | 0               |                 |  |
|  |                           |                           |                 |                 | Armenia occidentale | Armenia occidentale | 0               |                 |  |
|  |                           |                           | Ossezia del Sud | Ossezia del Sud | 1                   |                     |                 |                 |  |
|  | Ossezia del Sud (dtr)     | Ossezia del Sud (dtr)     | Ossezia del Sud | Ossezia del Sud | 1                   | 0 (6)               |                 |                 |  |
|  | Ossezia del Sud (dtr)     | Ossezia del Sud (dtr)     |                 |                 |                     | 0 (6)               |                 |                 |  |
|  | Ciamuria                  | Ciamuria                  | 0 (5)           |                 |                     | Finale 3º posto     | Finale 3º posto | Finale 3º posto |  |
|  | Ciamuria                  | Ciamuria                  | 0 (5)           |                 |                     |                     |                 |                 |  |
|  |                           |                           |                 |                 |                     |                     |                 |                 |  |
|  |                           |                           |                 |                 |                     | Abcasia (dtr)       | Abcasia (dtr)   | 0 (5)           |  |
|  |                           |                           |                 |                 |                     | Abcasia (dtr)       | Abcasia (dtr)   | 0 (5)           |  |
|  |                           |                           |                 |                 |                     | Ciamuria            | Ciamuria        | 0 (4)           |  |

### Semifinali
| Arbitro: | Ivan Mrkalj |

|                      |                      |                    |
| Khugayev 10’         | Marcatori            | 32’ (rig.) Manoyan |
| Zhanaa Baburin Logua | Tiri di rigore 0 – 3 | ? Guzel Davoyan    |

| Arbitro: | Ahmed Sabah Radha Ahmed |

|  |                      |  |
|  | Tiri di rigore 6 – 5 |  |

#### Finale 3º-4º posto
| Arbitro: | Dmitrii Zhukov |

|  |                      |  |
|  | Tiri di rigore 5 – 6 |  |

#### Finale
| Arbitro: | Dimitrii Zukhov |

|  |           |            |
|  | Marcatori | 65’ Bazaev |

### Torneo per il 5º posto
|  | Semifinali 5º-8º posto | Semifinali 5º-8º posto | Semifinali 5º-8º posto |         |         | Finale 5º posto  | Finale 5º posto  | Finale 5º posto |  |
|  |                        |                        |                        |         |         |                  |                  |                 |  |
|  | Padania                | Padania                | 4                      |         |         |                  |                  |                 |  |
|  | Padania                | Padania                | 4                      |         |         |                  |                  |                 |  |
|  | Lapponia               | Lapponia               | 0                      |         |         |                  |                  |                 |  |
|  | Lapponia               | Lapponia               | 0                      |         | Padania | Padania          | 0                |                 |  |
|  |                        |                        |                        |         | Padania | Padania          | 0                |                 |  |
|  |                        |                        | Artsakh                | Artsakh | 2       |                  |                  |                 |  |
|  | Artsakh                | Artsakh                | Artsakh                | Artsakh | 2       | 2                |                  |                 |  |
|  | Artsakh                | Artsakh                |                        |         |         | 2                |                  |                 |  |
|  | Terra dei Siculi       | Terra dei Siculi       | 1                      |         |         | Finale 7º posto  | Finale 7º posto  | Finale 7º posto |  |
|  | Terra dei Siculi       | Terra dei Siculi       | 1                      |         |         |                  |                  |                 |  |
|  |                        |                        |                        |         |         |                  |                  |                 |  |
|  |                        |                        |                        |         |         | Lapponia         | Lapponia         | 3               |  |
|  |                        |                        |                        |         |         | Lapponia         | Lapponia         | 3               |  |
|  |                        |                        |                        |         |         | Terra dei Siculi | Terra dei Siculi | 2               |  |

### Semifinali
| Arbitro: | René Jacobi |

|                                             |           |  |
| Colombo 4’ Corno 45’, 73’ Ravasi 46’ (rig.) | Marcatori |  |

| Arbitro: | Dmitrii Zhukov |

|                                     |           |           |
| Sargsyan 76’ (rig.) Danielyan 90+4’ | Marcatori | 62’ Vékás |

#### Finale 5º-6º posto
| Arbitro: | Ivan Mrkalj |

|  |           |                            |
|  | Marcatori | 58’ Sargsyan 90+6’ Malyaka |

#### Finale 7º-8º posto
| Arbitro: | René Jacobi |

|                              |           |                                |
| Balint 35’ Kovacs 55’ (rig.) | Marcatori | Zakrisson 17’ Laitila 19’, 75’ |

## Classifica finale
| Pos | Gr | Squadra             | G | V | N | P | GF | GS | DG  |
| --- | -- | ------------------- | - | - | - | - | -- | -- | --- |
| 1   | B  | Ossezia del Sud     | 5 | 3 | 2 | 0 | 7  | 4  | +3  |
| 2   | B  | Armenia occidentale | 5 | 1 | 2 | 2 | 8  | 5  | +3  |
| 3   | A  | Abcasia             | 5 | 2 | 3 | 0 | 6  | 3  | +3  |
| 4   | A  | Ciamuria            | 5 | 2 | 2 | 1 | 9  | 4  | +5  |
|     |    |                     |   |   |   |   |    |    |     |
| 5   | A  | Artsakh             | 5 | 3 | 1 | 1 | 9  | 8  | +1  |
| 6   | B  | Padania             | 5 | 2 | 1 | 2 | 10 | 5  | +5  |
| 7   | A  | Lapponia            | 5 | 1 | 0 | 4 | 5  | 14 | −9  |
| 8   | B  | Terra dei Siculi    | 5 | 0 | 1 | 4 | 5  | 16 | −11 |

## Statistiche

### Classifica marcatori
5 reti
- Batraz Gurtsiyev

4 reti
- Federico Corno
- Arsen Sargsyan

3 reti
- Shabat Logua
- Marko Çema

2 reti
- Ibragim Bazaev
- Vékás Barna
- Arman Aslanyan
- Dmitry Malyaka
- Norik Mkrtchyan
- Riccardo Ravasi
- Niccolo Colombo
- Benjamin Zakrisson
- Samuli Laitila
- Edmond Hoxha
- Vilson Mziu

1 rete
- Kovács Botond
- Rajmond Balint
- Kovács Ákos
- Kristoffer Edvardsen
- Georgiy Dgebuadze
- Alan Khugayev
- Dmitry Maskaev
- Narek Danielyan
- Stefano Tignonsini
- Andrea Rota
- Art'owr Edigaryan
- Davit' Manoyan
- Davit Hovsepyan
- Vazdan Bakalyan
- Davit Minasyan
- Zaven Badoyan
- Fravjo Prendi
- Samet Gjoka